# Approche situationnelle
 (8 mars 2025).
L'approche situationnelle est l'analyse par laquelle le manager d'une équipe devra adapter son type de  management ou de leadership à  son contexte de travail afin de favoriser l'influence qu'il a sur ses subordonnés.
Par exemple, si ses subordonnés ont un faible niveau de compétence, le leader doit adopter un comportement directif ; dans le cas contraire, lorsque les subordonnés sont compétents mais manquent de confiance en eux, le comportement de soutien sera plus adapté.
Pour diriger, le leader va modifier son comportement face à l'évolution des subordonnés et à la tâche que l'équipe doit accomplir.